# 혈류학
혈류학(영어: hemorheology, haemorheology. 그리스어 'αἷμα, haima '혈액'에서 유래한 haemo; 그리스어 ῥέΩ rhéō, '흐름' 및 -λoγια, -logia '~의 연구'에서 유래한 rheology) 또는 혈류동태학 또는 혈액 유변학(blood rheology)은 혈액의 흐름 특성과, 혈장과 세포의 구성요소에 대한 연구이다. 적절한 조직 관류는 혈액의 유변학적 특성이 특정 수준 내에 있을 때만 발생할 수 있다. 이러한 특성의 변화는 질병 과정에서 중요한 역할을 한다. 혈액 점도는 혈장 점도, 적혈구용적률(세포 성분의 99.9%를 구성하는 적혈구 부피 분율) 및 적혈구의 기계적 특성에 따라 결정된다. 적혈구는 독특한 기계적 거동을 갖고 있는데, 이는 적혈구 변형성 및 적혈구 응집이라는 용어로 논의될 수 있다. 그 때문에 혈액은 비뉴턴 유체처럼 행동한다. 이처럼 혈액의 점도는 전단율에 따라 달라진다. 운동 중이나 최고 수축기 때와 같이 흐름이 증가할 때 경험하는 것과 같은 높은 전단 속도에서는 혈액의 점성이 낮아진다. 그러므로 혈액은 전단력이 묽어지는 액체이다. 반대로, 혈관 직경이 증가하거나 폐쇄 후 하류 또는 확장기에서와 같이 낮은 흐름으로 전단 속도가 낮아지면 혈액 점도가 증가한다. 적혈구 응집성이 증가하면 혈액 점도도 증가한다.

## 같이 보기
- 유변학(rheology)
- 점성
- 점탄성
- 파레이어스 효과
- 적혈구 염주